# Gianni Scipione Rossi
Scipione Rossi, detto Gianni Scipione Rossi (Viterbo, 9 novembre 1953), è un giornalista e saggista italiano.

## Biografia
Nasce a Viterbo da Stefano Rossi, ufficiale dei Granatieri di Sardegna, ed Emilia Petroselli, figlia di Filippo Petroselli (1886-1975), medico, libero docente di psichiatria nell’Università di Roma.
Dopo gli studi liceali e il servizio militare come ufficiale di complemento, si laurea in Scienze politiche all'Università di Roma. Alla fine degli anni Sessanta aderisce prima all'organizzazione giovanile liberale Movimento Studentesco Democratico e poi al Raggruppamento Giovanile Studenti e Lavoratori del Movimento Sociale Italiano. Inizia l'attività professionale collaborando nel 1977 con il padre gesuita Gualberto Giachi, che al Centro Don Orione di Montemario tentò di dar vita alla rete televisiva Antenna 4 Nel 1978 entra nella redazione di Osservatore Politico di Mino Pecorelli e dopo la morte di quest'ultimo al quotidiano missino Secolo d'Italia, dove entra nel 1980.
Tra la fine degli anni Settanta e metà degli anni Ottanta è anche capo ufficio stampa del Centro Nazionale Sportivo Fiamma. Diviene giornalista pubblicista nel 1979 e Giornalista professionista nel 1984. Resta al "Secolo" fino al 1988 per andare al Giornale d'Italia, diretto da Luigi D'Amato. Tra il 1989 e il 1991 è capo della redazione romana del catena di quotidiani locali del gruppo Italfin 80.
Nel gennaio 1992 entra in Rai, dove poi diventa inviato al GR3, caporedattore e conduttore del GR2 Radiomattino. Dal 1999 è vicedirettore di Rai Parlamento. Dal 1º agosto al 30 ottobre 2010 ne regge la direzione ad interim. Viene nominato direttore il 28 settembre 2011, fino al 4 agosto 2016, quando il Cda Rai nomina al suo posto Nicoletta Manzione.
Dal 10 gennaio 2013 al 15 aprile 2014 ha retto ad interim anche la direzione del canale radiofonico Rai Gr Parlamento.
Dal 3 gennaio 2019 al dicembre 2020 è stato direttore del Centro italiano di studi superiori per la formazione e l’aggiornamento in giornalismo radiotelevisivo. Dal luglio al dicembre del 2020 ha diretto ad interim la sua Scuola di Giornalismo.
Membro del Consiglio di amministrazione dal 2006, dal 2008 e’ vicepresidente della Fondazione Ugo Spirito e Renzo De Felice , vicario dal 2022. In seguito alla morte del presidente Giuseppe Parlato, il 3 giugno 2025, ha assunto per statuto l’incarico di Presidente facente funzioni. L’1 luglio 2025 il Consiglio di amministrazione lo ha eletto Presidente emerito a vita.
E’ consigliere dell’Associazione Italia-Israele di Perugia.
Dal 16 febbraio 2022 è componente del Comitato Direttivo dell’Istituto Abruzzese per la Storia della Resistenza e dell’Italia Contemporanea (IASRIC)., eletto dal Consiglio regionale dell’Abruzzo.
Dal 30 novembre 2024 è componente del Consiglio d’Indirizzo dell’Istituto Nazionale Ferruccio Parri - ETS, designato dal Ministero della Cultura.

## Riconoscimenti
- 2016 - Onorificenza di Ufficiale dell'Ordine al merito della Repubblica italiana[9], motu proprio del Presidente della Repubblica.
- 2006 - Premio Luciano Cirri per la saggistica.
- 2004 - Menzione speciale della Giuria nel Premio internazionale di saggistica Salvatore Valitutti.
- 2002 - Premio Il Delfino Mar di Levante.
- 1988 - Premio della Cultura della Presidenza del Consiglio dei Ministri.

## Opere
- Atleti in camicia nera. Lo sport nell'Italia di Mussolini, (coautore), Volpe, Roma 1983
- Una scommessa per l'Europa. Il vecchio continente di fronte al declino demografico, Settimo Sigillo, Roma 1987
- Ernesto Massi, Nazione sociale. Scritti politici 1948-1976, (curatore), Istituto di Studi Corporativi, Roma 1990
- La rivolta. Reggio Calabria: le ragioni di ieri e la realtà di oggi, (curatore), Istituto di Studi Corporativi, Roma 1991
- Alternativa e doppiopetto. Il MSI dalla contestazione alla Destra nazionale, Istituto di Studi Corporativi, Roma 1992
- L'islam e noi. Viaggio tra Europa e Mediterraneo, (curatore), RaiEri, Roma 2002
- La destra e gli ebrei. Una storia italiana, Rubbettino, Soveria Mannelli 2003, ISBN 978-8849805925
- Mussolini e il diplomatico. La vita e i diari di Serafino Mazzolini, un monarchico a Salò, Rubbettino, Soveria Mannelli 2005
- Cesira e Benito. Storia segreta della governante di Mussolini, Rubbettino, Soveria Mannelli 2007
- Il razzista totalitario. Evola e la leggenda dell'antisemitismo spirituale, Rubbettino, Soveria Mannelli 2007
- L’intellettuale antisemita, (coautore), Marsilio, Venezia 2008
- I dannati della rivoluzione. Violenza politica e storia d’Italia negli anni Sessanta e Settanta, (coautore), EUM, Macerata 2010
- Storia di Alice. La Giovanna d'Arco di Mussolini, Rubbettino, Soveria Mannelli 2010
- Lo 'squalo' e le leggi razziali. Vita spericolata di Camillo Castiglioni, Rubbettino, Soveria Mannelli 2017, ISBN 978-8849850895
- Filippo Petroselli, Ospedale da campo. Memorie di un medico cattolico dalla guerra di Libia a Caporetto, (curatore), Rubbettino, Soveria Mannelli 2017, ISBN 9788849851526
- Camillo Castiglioni e il mito della BMW - und der Mythos von BMW, (coautore), Goliardica Editrice, Trieste 2019,  ISBN 9788888745664
- Ugo Spirito, Filosofia della grande civilizzazione. La "rivoluzione bianca" dello Scià (curatore), Luni Editrice, Milano 2019, ISBN 9788879846509
- Renzo De Felice, Scritti giornalistici. Facciamo storia, non moralismo 1989-1996 (Vol. 3), (prefazione), Luni Editrice, Milano 2019, ISBN 978-8879844949
- Cronache del virus. Diario della decrescita infelice, EFG, Gubbio 2020,  ISBN 978-88-85581-38-8
- Interrogarsi sul coronavirus tra Fede e Ragione (coautore), Salomone Belforte & C., Livorno 2020, ISBN 978-88-7467-163-2
- Attilio Tamaro: il diario di un italiano (1911-1949), Rubbettino, Soveria Mannelli 2021, ISBN 978-88-498-6613-1
- L’America di Margherita Sarfatti. L’ultima illusione, Rubbettino, Soveria Mannelli 2021, ISBN 978-88-498-6859-3
- Ritorno al Novecento. Nella notte, all’improvviso, EFG, Gubbio 2022, ISBN 978-8885581630
- Ladri di biciclette. L’Italia occupata, la guerra civile 1943-1945, la memoria riluttante, Rubbettino, Soveria Mannelli 2023, ISBN 9788849876482
- Più libri, meno social. Un percorso di carta attraverso la storiografia, EFG, Gubbio 2024, ISBN 978-88-85581-88-3
- “Anche Israele, però…” L’ombra lunga dell’antisemitismo, Intermedia Edizioni, Orvieto 2024, ISBN 979-1281496194
- Gioacchino Volpe nell’Italia repubblicana (curatore con Giovanni Belardelli), Rubbettino, Soveria Mannelli 2025, ISBN 978-88-498-8451-7